# Disciplina ecclesiastica
La disciplina ecclesiastica è l'insieme di regole e doveri da rispettare per far legittimamente parte di un clero religioso. 

## Descrizione del concetto
Il termine non ha solo una connotazione negativa, come se con essa sempre si intendessero le "sanzioni disciplinari" previste per chi contravviene alle sue regole, ma l'esercizio di quelle virtù formative del carattere che portano la persona a diventare sempre meglio conforme, nel caso della fede cristiana, al modello di Cristo. L'apostolo Paolo scrive: "Perché quelli che ha preconosciuti, li ha pure predestinati a essere conformi all'immagine del Figlio suo, affinché egli sia il primogenito tra molti fratelli" (Romani 8:29).
La paideia è letteralmente l'educazione del ragazzo ed indica tutto ciò che riguarda lo sviluppo morale ed intellettuale del giovane, cioè la sua educazione. "E voi, padri, non irritate i vostri figli, ma allevateli nella disciplina e nell'istruzione del Signore" (Efesini 6:4). In senso spirituale si riferisce alla vita del credente intesa come una scuola vocazionale, un apprendimento costante. Difatti, il termine "disciplina" è connesso strettamente a quello di discepolo ed è implicita nel grande mandato di Cristo: "Andate dunque e fate miei discepoli tutti i popoli battezzandoli nel nome del Padre, del Figlio e dello Spirito Santo, insegnando loro a osservare tutte quante le cose che vi ho comandate. Ed ecco, io sono con voi tutti i giorni, sino alla fine dell'età presente"' (Matteo 28:19,20). Un discepolo è colui o colei che volontariamente si sottopone alla disciplina di un maestro, tanto che si può legittimamente dire che anche per i cristiani d'oggi, che chiamano Cristo loro Maestro, essi sono sempre ad una scuola, la scuola dove si impara e si pratica la volontà rivelata del Signore.
L'universale forma di disciplina cristiana, così, anche se non è sempre percepita come tale, è la omiletica della Parola di Dio, che i cristiani confessano essere una delle "chiavi" del Regno di Dio (cfr. Matteo 16:19; 18:18).

## Nelle varie confessioni religiose

### Chiesa cattolica
Con essa si indica l'insieme delle regole disciplinari formulate dagli apostoli, dai papi e dai concili, sulle quali si fonda la vita esteriore e il governo della Chiesa.

### Chiese evangeliche
Per il Protestantesimo la chiesa universale diventa visibile nella comunità locale. È là che viene esercitato "il ministero delle chiavi" come pure amministrata la disciplina. In un tempo come il nostro, però, che sembra rifuggire da un qualunque senso di disciplina personale e comunitaria e dove la chiesa si frammenta e si disperde in troppe nuove iniziative indipendenti, l'amministrazione della disciplina diventa parecchio complicata soprattutto per la probabilità che il disciplinato fugga (e riceva il benvenuto) in una differente realtà ecclesiale che si ritenga più "liberale". Il mandato biblico alla comunità cristiana locale è, però, il diligente mantenimento della disciplina prevista dalle Sacre Scritture. L'apostolo Paolo, per esempio, in una delle sue epistole lamenta la lassità della comunità cristiana di Corinto che non aveva "tolto di mezzo" a loro un uomo che aveva preso come moglie una donna già sposata a suo padre: "E voi siete gonfi, e non avete invece fatto cordoglio, perché colui che ha commesso quell'azione fosse tolto di mezzo a voi!" (1 Corinzi 5:2), causando "pubblico scandalo". Del mantenimento della disciplina, infatti, le comunità cristiane ne dovranno, infatti, rendere conto a Dio (Ezechiele 3:20,21: Atti 20:26,27). Pure ciò che fa il membro di chiesa sottoposto ad azione disciplinare, però, è sua responsabilità e ne dovrà rendere conto a Dio.
La Confessione di fede belga afferma: "Crediamo quindi che, sebbene sia cosa utile e buona che coloro che governano la chiesa stabiliscano e dispongano un certo ordine fra di loro per la conservazione del corpo della chiesa, devono fare molta attenzione a non discostarsi da ciò che Cristo, il nostro unico maestro, ha comandato  Pertanto, rigettiamo tutte le invenzioni umane e tutte le leggi che si vorrebbero introdurre per servire Dio e con esse legare e costringere in un qualsiasi modo le coscienze  Riceviamo quindi solo ciò che serve per preservare e alimentare la concordia e l'unione e a conservare ogni cosa nell'obbedienza a Dio. A questo scopo è richiesta la scomunica fatta secondo la parola di Dio , con tutto ciò che ne dipende" (Confessione di fede belga art. 32).